# Hydraena pugillista
Hydraena pugillista är en skalbaggsart som beskrevs av Perkins 2007. Hydraena pugillista ingår i släktet Hydraena och familjen vattenbrynsbaggar. Inga underarter finns listade i Catalogue of Life.